# If Anything Happens I Love You
If Anything Happens I Love You ist ein oscarprämierter US-amerikanischer Zeichentrick-Kurzfilm von Will McCormack und Michael Govier aus dem Jahr 2020.

## Handlung
Zwei Eltern haben sich nach dem Tod ihrer Tochter bei einem Schulmassaker auseinandergelebt. Ihre Emotionen werden von dunklen Schatten symbolisiert. Während der Vater in seiner Trauer nach draußen geht, schleicht die Mutter um das Zimmer ihrer Tochter herum. Beim Wäschemachen findet sie ein T-Shirt ihrer Tochter im Trockner. Sie bricht zusammen und weint. Dabei rollt ein Fußball in das Zimmer ihrer Tochter und schaltet den Plattenspieler an, auf dem 1950 von King Princess läuft.
Mutter und Vater treffen sich im Zimmer der Tochter und sitzen auf dem Bett. Ein Schatten ihrer Tochter steigt aus dem Plattenspieler auf und erinnert sie an Szenen aus ihrem Leben: ein gemeinsamer Pizzeria-Besuch, bei dem es Spaghetti mit Fleischbällchen gibt, gemeinsame Fußballspiele, ihr zehnter Geburtstag und ihr erster Kuss. Anschließend macht sich ihre Tochter in der Erinnerung auf den Weg in die Schule. Die Schatten ihrer Eltern versuchen sie zurückzuhalten, doch es gelingt ihnen nicht. Es folgen Schüsse und Polizeisirenen. Ihre Tochter schreibt eine letzte Nachricht: „If Anything Happens I Love You“ (dt. „Falls was passiert, ich liebe euch“).
Die beiden Schatten der Eltern gehen wieder auseinander, doch der Schatten ihrer Tochter führt sie wieder zusammen. Zurück in der Gegenwart umarmen sich die Eltern und ihre Tochter wird zu einem leuchtenden Licht, das sich zwischen die beiden Schatten der Eltern legt.

## Hintergrund
Will McCormack und Michael Govier lernten sich in einer Schauspielklasse kennen und arbeiteten mehrfach zusammen. Die Idee, Emotionen durch Schatten sprechen zu lassen, kam von Govier. Anschließend entstand über den Zeitraum von etwa einem Jahr ein 12-seitiges Drehbuch, das von der Trauer zweier Eltern nach einem Schulmassaker handelt, bei dem ihre Tochter ums Leben kam. Die Idee trugen die Autoren der Non-Profit-Organisation Everytown vor und fragten dort, ob man dies so umsetzen könne und ob die Trauer so realistisch ausgedrückt sei. Auch traf man sich mit Eltern, die ihre Kinder bei einem Schulmassaker verloren hatten. Den Film setzten sie schließlich mit Animation Director Youngran Nho um, die gerade ihren Abschluss an der CalArts gemacht hatte. Mit ihr zusammen arbeiteten nur zwei weitere Animateurinnen (Haein Michelle Heo und Julia Gomes Rodrigues) an dem Film. Die Produktion und Finanzierung übernahmen Gilbert Films und Oh Good Productions. Als Executive Producer unterstützte Laura Dern das Projekt. Die Vorproduktion begann Ende 2018 und wurde im Februar 2020 beendet. Die eigentliche Animation fand von April bis Dezember 2019 statt. Verwendet wurde TVPaint und Adobe Premiere.
Der Film ist im Skizzenstil gehalten, die Hintergründe sind jedoch zum Teil mit Wasserfarben gezeichnet. Er ist absichtlich sehr stringent gehalten, die Farben sparsam eingesetzt und überwiegend in Schwarz-weiß gehalten. Auch wurde auf alle Dialoge verzichtet, um die Macht der Bilder sprechen zu lassen. Auf überflüssige Einstellungen und Hintergründe wurde ebenfalls verzichtet. Das hatte den Sinn, Erinnerungen darzustellen, die selten detailliert funktionieren, sondern eher Stimmungen transportieren.
Der Film basiert nicht auf einem speziellen Schulmassaker. Allerdings ist der Titel angelehnt an Textnachrichten, die während des Schulmassakers von Parkland am 14. Februar 2018 abgesendet wurden.
Der Film erschien am 20. November 2020 weltweit über Netflix.

## Rezeption
Bereits kurz nach Veröffentlichung entstand eine TikTok-Challenge mit der Herausforderung, sich den Film anzusehen, ohne zu weinen. Der Hashtag #IfanythinghappensiIoveyou erreichte über 40 Millionen Aufrufe. Auch auf Twitter wurde der Film diskutiert.
Rotten Tomatoes verzeichnet eine Durchschnittswertung von 7,5 von 10 bei acht Kritiken und eine Zuschauerzustimmung von 92 % (4,4 von 5).
Colin Souter bezeichnete den Film auf der Website von Roger Ebert als „zart und mitreißend“ mit einer „unleugbaren Kraft“. Der Film sei sehr emotional und solle nicht ohne Taschentücher angeschaut werden. Auf Film-rezensionen.de schrieb Oliver Armknecht, der Film sei „ein kunstvoll arrangierter Animationskurzfilm über ein Paar, bei dem einiges im Argen liegt. Trotz fehlender Worte hat dieser einiges zu sagen, drückt auf ganz eigene Weise Schmerz und Trauer aus.“
Der Film wurde von Netflix als einer von drei Animationskurzfilmen für die Oscarverleihung 2021 eingereicht, erreichte als einziger die Shortlist und wurde auch für den Besten animierten Kurzfilm nominiert. Bei der Oscarverleihung 2021 folgte schließlich die Auszeichnung als Bester animierter Kurzfilm.